# Altes Bargu-Banner

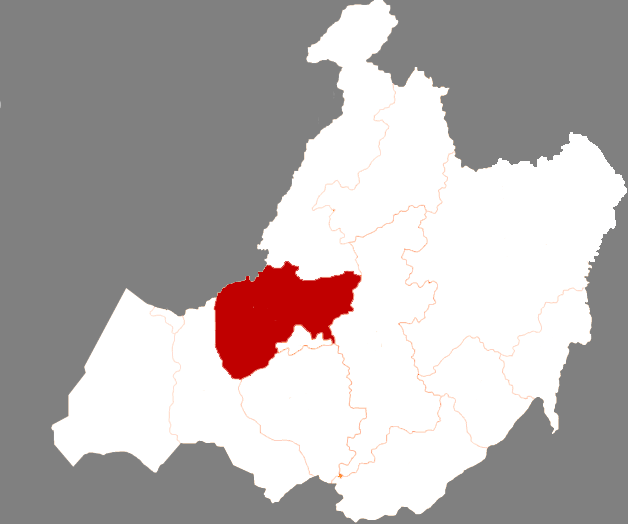
Lage des Alten Bargu-Banners in Hulun Buir

Das Alte Bargu-Banner (chinesisch 陈巴尔虎旗, Pinyin Chén Bā’ěrhǔ Qí; mongolisch ᠬᠠᠭᠤᠴᠢᠨ ᠪᠠᠷᠭᠤ ᠬᠣᠰᠢᠭᠤ Qaɣučin Barɣu qosiɣu) ist ein Banner im Verwaltungsgebiet der bezirksfreien Stadt Hulun Buir des Autonomen Gebiets Innere Mongolei der Volksrepublik China. Es hat eine Fläche von 21.192 km² und zählt 60.000 Einwohner (2004).

## Administrative Gliederung
Auf Gemeindeebene setzt sich das Alte Bargu-Banner aus drei Großgemeinden, drei Sum, einem Nationalitäten-Sum der Ewenken, zwei Staatsweiden und einer Staatlichen Agrar- und Viehfarm zusammen. Diese sind:
| Großgemeinde Bayan Hure (巴彦库仁镇), Hauptort, Sitz der Bannerregierung; Großgemeinde Borxil (宝日希勒镇); Großgemeinde Hoh Nur (呼和诺尔镇); Sum Bayan Had (巴彦哈达苏木); Sum Dong Ujur (东乌珠尔苏木); | Sum Xi Ujur (西乌珠尔苏木); Ewenkischer Nationalitäten-Sum (鄂温克民族苏木); Staatsweide Hadat (国营哈达图牧场); Staatsweide Tenihe (国营特泥河牧场); Staatliche Agrar- und Viehfarm Hot Tohoi (国营浩特陶海农牧场). |